# Hidrovia
Hidrovia é uma rota pré-determinada para o tráfego aquático.
Desde tempos muito antigos, o homem utiliza a água como estrada. Nos dias atuais, mares, lagos e rios são constantemente cortados por embarcações do mais diferentes tipos, desde os imponentes navios até as humildes barcaças. Cada um desses veículos foi planejado e construído de forma a preencher certos requisitos que lhe deem o máximo de eficiência na tarefa que lhe cabe.
As hidrovias são vitais para o transporte de grandes volumes de cargas a grandes distâncias, e constituem importante ferramenta para o comércio interno e externo, pois propiciam a oferta de produtos a preços competitivos.

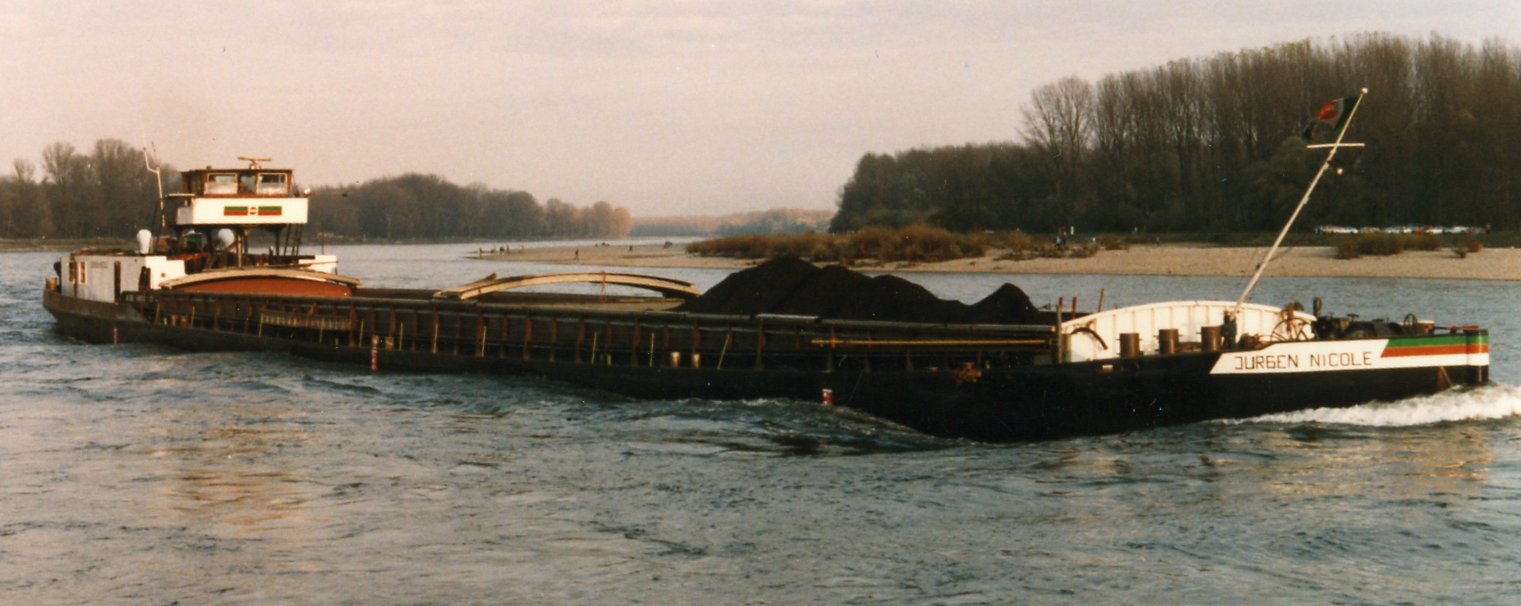
Hidrovia no rio Reno.

Em termos de custo e capacidade de carga, o transporte hidroviário é cerca de oito vezes mais barato do que o rodoviário e de três vezes, do que o por ferrovia. Verifica-se, por exemplo, na União Europeia, que a energia específica despendida pelo modo hidroviário é da ordem média de 0,6 MJ/t.km (megajoules por tonelada-quilômetro), enquanto, em condições semelhantes, a ferrovia despende de 0,6 a 1,0 MJ/t.km e os caminhões pesados de 0,96 a 2,22 MJ/t.km.